# Hirth HM 60

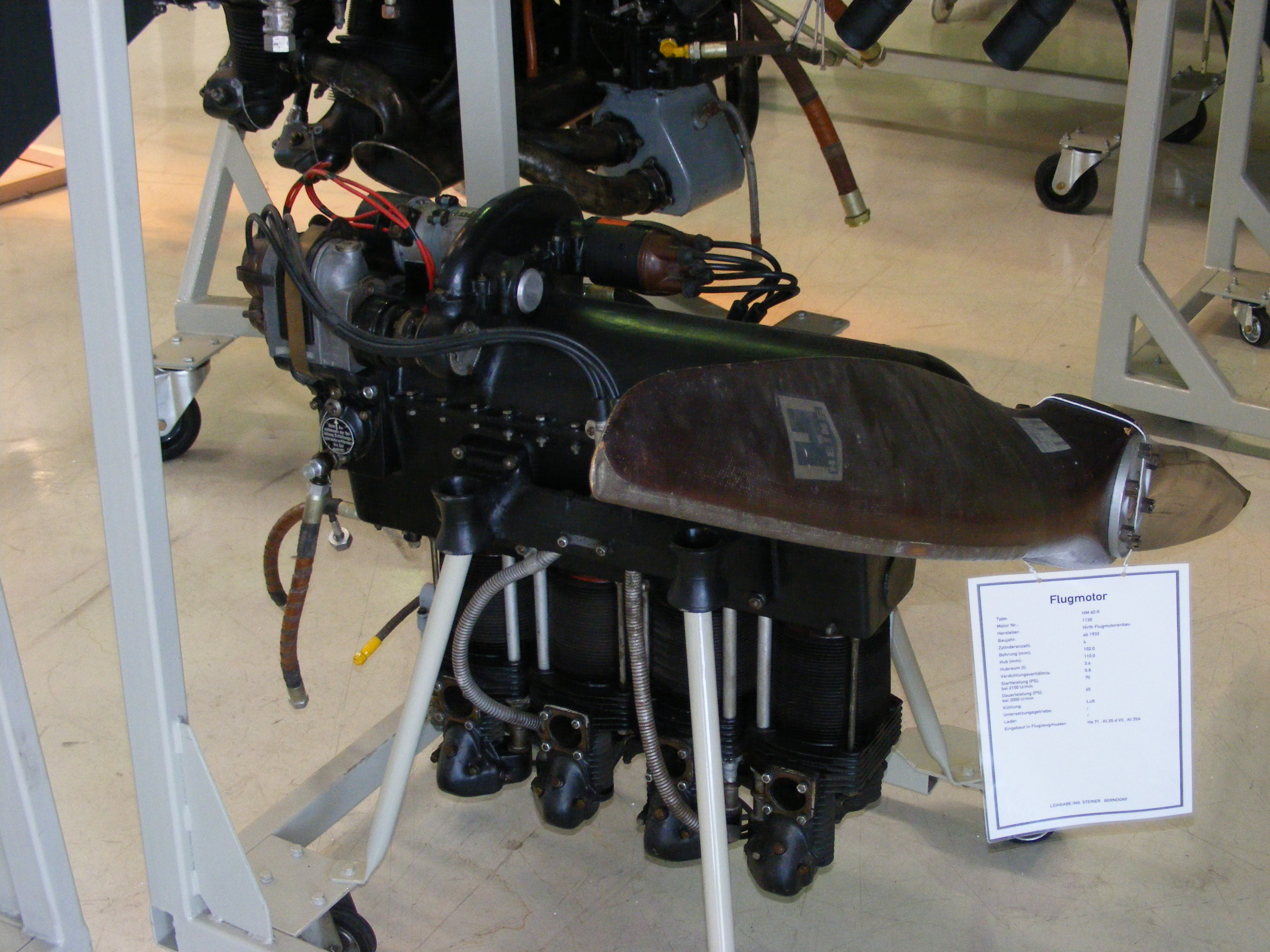
En Hirth HM 60-motor.

Hirth HM 60 är en tysk flygmotor tillverkad av Hirth Motoren GmbH i Stuttgart.
HM 60 är en bensindriven inverterad luftkyld fyrcylindrig radmotor för drift av flygplan. Motorn lanserades på marknaden i början på 1930-talet och kom på grund av sin ringa vikt (drygt 90 kg) blev populär som kraftkälla för lätta flygplan. Motorn gav 80 hk vid 2 300 varv. Som övriga Hirthmotorer var den tillverkad i aluminium-magnesium legering. Redan innan de första motorerna lämnat fabriken inledde man ett utvecklingsarbete för att höja motorns effekt. Den vidareutvecklade varianten levererades under benämningen HM 60R. Motorn är ursprungsmodell för en serie flygmotorer där utvecklingen ledde till ända upp till 12 cylindrar.

## Flygplan utrustade med HM 60
- Fieseler Fi 5
- Gerner G IIR
- Göppingen Gö 9
- Klemm Kl 25
- Klemm Kl 35, Sk 15
- Klemm Kl 107